# Magnus Pahl

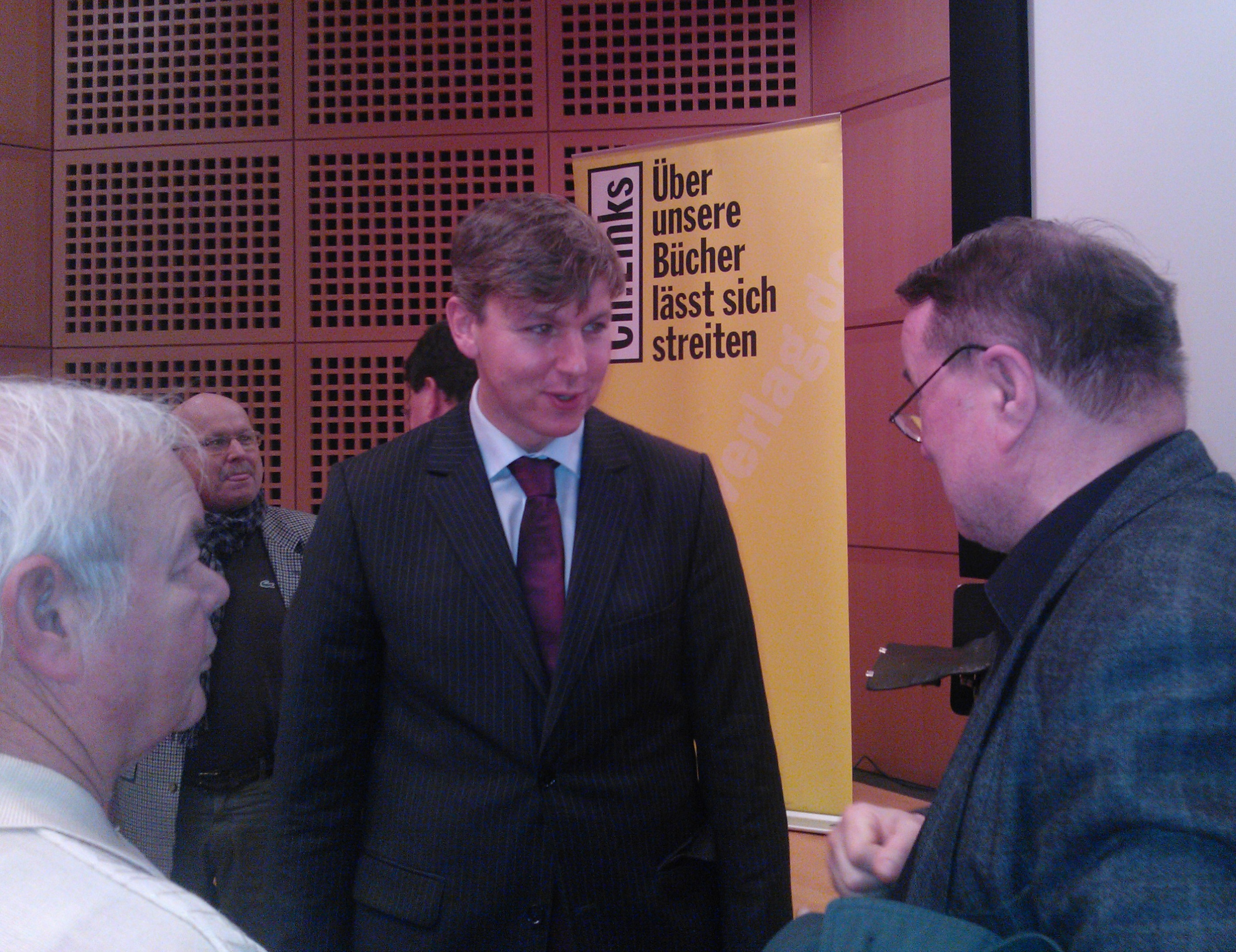
Pahl im Gespräch mit Gästen seiner Buchpräsentation "Fremde Heere Ost" im Deutschen Historischen Museum Berlin, 2012

Magnus Pahl (* 2. September 1975 in Lübeck) ist ein Historiker und deutscher Offizier (Oberstleutnant d.R.).
Pahl durchlief bei der Bundeswehr die Offizierausbildung des Heeres. Von 2000 bis 2005 studierte er Geschichtswissenschaft, Pädagogik und Politikwissenschaft an der Helmut-Schmidt-Universität/Universität der Bundeswehr Hamburg (M.A.). Nach seinem Studium wurde er als Nachrichtenoffizier verwendet. Von 2007 bis 2010 war er wissenschaftlicher Mitarbeiter am Militärgeschichtlichen Forschungsamt in Potsdam. 2011 wurde er bei Nikolaus Katzer an der Fakultät für Geistes- und Sozialwissenschaften der HSU/UniBwH mit der Dissertation Fremde Heere Ost. Hitlers militärische Feindaufklärung zum Dr. phil. promoviert.
2011 bis 2021 war er Sachgebietsleiter Orden und Varia sowie Kurator im Militärhistorischen Museum der Bundeswehr in Dresden. 
Seit 2021 ist er Referatsleiter im Zentrum für Militärgeschichte und Sozialwissenschaften der Bundeswehr in Potsdam.
Pahls Forschungsschwerpunkte sind Nachrichtendienste und die Militärgeschichte des 20. Jahrhunderts.

## Schriften (Auswahl)
- (Mitarb.) Bernhard Chiari, Dieter H. Kollmer (Hrsg.): Demokratische Republik Kongo (= Wegweiser zur Geschichte). Im Auftrag des Militärgeschichtlichen Forschungsamtes, 3. Auflage, Schöningh, Paderborn u. a. 2008, ISBN 978-3-506-75745-6.
- (Mitarb.) Bernhard Chiari (Hrsg.): Kaukasus (= Wegweiser zur Geschichte). Im Auftrag des Militärgeschichtlichen Forschungsamtes, Schöningh, Paderborn u. a. 2008, ISBN 978-3-506-76587-1.
- mit Bernhard Chiari (Hrsg.): Usbekistan (= Wegweiser zur Geschichte). Im Auftrag des Militärgeschichtlichen Forschungsamtes, Schöningh, Paderborn u. a. 2009, ISBN 978-3-506-76880-3.
- mit Bernhard Chiari (Hrsg.): Auslandseinsätze der Bundeswehr (= Wegweiser zur Geschichte). Im Auftrag des Militärgeschichtlichen Forschungsamtes, Schöningh, Paderborn u. a. 2010, ISBN 978-3-506-76914-5.
- Fremde Heere Ost. Hitlers militärische Feindaufklärung. Links, Berlin 2012, ISBN 978-3-86153-694-9.
- mit Gorch Pieken, Matthias Rogg (Hrsg.): Achtung Spione! Geheimdienste in Deutschland 1945 bis 1956 (= Forum MHM. Band 11). 2 Bände, Sandstein Verlag, Dresden 2016, ISBN 978-3-95498-210-3.
- Monte Cassino 1944. Der Kampf um Rom und seine Inszenierung. Schöningh, Paderborn u. a. 2021, ISBN 978‑3‑506‑70441‑2.